# Michael Krück
Michael Krück (* 12. August 1842 in Laumersheim; † 20. Mai 1919 in Würzburg) war ein bayerischer Pädagoge.

## Leben
Als Sohn eines Butterhändlers geboren, studierte Krück nach dem Besuch des Gymnasiums in Speyer Theologie und Philosophie in Erlangen, Heidelberg und Utrecht. Während seines Studiums in Erlangen wurde er 1861 Mitglied der Burschenschaft der Bubenreuther.
Nach seinem Abschluss wurde er 1866 Vikar in Landau in der Pfalz und arbeitete dann als Reallehrer in Augsburg. 1872 wurde er Gymnasialprofessor in Nürnberg und war gleichzeitig als Referent für die städtischen Volksschulen tätig sowie Schulrat der Stadt Nürnberg. Er wurde Mitglied im Nürnberger Gemeindekollegium, wo er der Sozialdemokratie negativ gegenüberstand. 1876 bis 1878 gehörte er dem Pegnesischen Blumenorden an. 1877 war er an der Gründung des Vereins für Geschichte der Stadt Nürnberg beteiligt, in dem er sich im geschäftsführenden Ausschuss betätigte. Von 1878 bis 1912 war er Rektor des Würzburger Realgymnasiums. Er wurde Oberstudienrat, Geheimer Hofrat und Ministerialkommissär für die bayerischen Realschulen. 1896 kam er in den Obersten Schulrat. Ende der 1890er Jahre war er Mitglied des Würzburger Gemeindekollegiums. 1912 ging er in den Ruhestand.
Krück war mit Antonie (* 1858), Tochter des Anton Friedrich von Tröltsch, verheiratet.

## Ehrungen und Auszeichnungen
- Ehrendoktor (Dr. phil. h. c.) der Universität Würzburg
- 1887: Königlicher Verdienstorden vom Heiligen Michael, Ritterkreuz
- 1912: Königlicher Verdienstorden vom Heiligen Michael, Ehrenkreuz
- 1917: König Ludwig-Kreuz

## Veröffentlichungen (Auswahl)
- Der deutsch-französische Krieg von 1870–71. Augsburg 1872.
- Wider das Demagogenthum in Nürnberg: Ein Beitrag zur Zeitgeschichte. Ende Juni 1878. Nürnberg 1878. (Online)